# Cratere Luwuk
Luwuk è un cratere sulla superficie di Marte.